# San Sebastiano e Santa Irene
San Sebastiano e Santa Irene è un dipinto ad olio su tavola (172x96 cm) realizzato da Perugino tra il 1513 e il 1523 e conservato al Museo di Grenoble.

## Storia
Il dipinto fa parte del polittico di Sant'Agostino e fu realizzato dall'artista presumibilmente nella seconda fase della sua lavorazione, tra il 1513 e il 1523. La figura di San Sebastiano è ricorrente nell'opera del Perugino, che lo dipinse in almeno altre dieci occasioni.

## Descrizione e stile
La rappresentazione di San Sebastiano è quella tradizionale dell'iconografia del santo: un giovane seminudo legato a un albero, anche se il suo corpo è ancora intatto e non presenta i segni delle frecce. Sopra il suo capo, come su quello della santa, splende un'aureola e il suo corpo è disposto in forma chiastica.
La santa accanto a lui è Irene, la pia vedova che curò Sebastiano dopo il primo tentativo di martirio. La santa è rivolta verso Sebastiano, tiene lo sguardo basso e stringe a sé un libro, presumibilmente la Bibbia e i Vangeli. La figura femminile viene a volta identificata con Santa Apollonia, anche se l'assenza dei suoi attributi tipici (i denti e/o le tenaglie) rende meno realistica questa ipotesi, specialmente perché Irene viene spesso rappresentata accanto a Sebastiano. I suoi abiti sono finemente resi sul legno con ricche variazioni di toni e colori, anche se senza specifici attributi che possono aiutare ad identificare la donna.
Sullo sfondo il paesaggio è privo di vegetazione (assenti sono gli arbusti caratteristici del Perugine) e le montagne e le colline in lontananza rispettano le regole della prospettiva aerea.